# کمک‌های ایران به لبنان
در سال‌های قبل از پیروزی انقلاب اسلامی ایران برخی از شخصیت‌های ایران و در راس آنان موسی صدر و مصطفی چمران برای کمک به مردم لبنان و خصوصا شیعیان آن کشور، عازم لبنان شدند. پس از پیروزی انقلاب ایران، روابط ایران و لبنان گسترده‌تر شد. علی‌رغم درگیری ایران در جنگ با عراق و همچنین نیروهای تجزیه طلب داخلی در نواحی مختلف، کمک‌های نظامی و غیر نظامی گسترده‌ای به سمت لبنان روانه شد. این کمک‌ها پس از آزادی خرمشهر که غرور و شعف فراوانی در مردم و رهبران سیاسی-نظامی ایران ایجاد کرده بود، شدت گرفت. تا جایی‌ که بخش‌هایی از نیروهای نظامی ایران از جمله فرمانده لشکر ۲۷ محمد رسول‌الله سپاه پاسداران انقلاب اسلامی که در آزادی خرمشهر ایفای نقش کرده بود، برای بررسی موقعیت به لبنان رفت. حضور و مداخله ایران در لبنان همراه بود با حمله اسرائیل به جنوب لبنان، دفاع آن کشور از فالانژ‌ها و درگیری با فلسطینیان مستقر در لبنان.
رویداد فجایعی همچون کشتار صبرا و شتیلا و همچنین سابقه مداخلات فرانسه در لبنان، باعث شد تا همزمان با ایران، برخی کشورهای دیگر از جمله آمریکا و فرانسه نیز به اعزام نیروهای نظامی به لبنان بپردازند و این کار را برای ایران سخت‌تر و دشوارتر کرد. گروگانگیری‌ها و بمب‌گذاری‌های گسترده‌ای در لبنان که در خلال آن سال‌ها روی داد و دولت‌های غربی، ایران و سازمان‌های وابسته به آن را متهم به دست داشتن در آن کردند. اتهامی که در سال‌های اخیر در برخی دادگاه‌های آمریکایی مطرح و توسط دستگاه قضایی آمریکا پذیرفته و غرامت‌های سنگینی برای آمریکایی‌های قربانی تعیین شد تا از دولت ایران دریافت گردد.
ربوده شدن موسی صدر در سال ۱۳۵۷ و کشته شدن مصطفی چمران، باعث شد تا ایران دست به‌کار راه‌اندازی سازمان دیگری به‌نام حزب‌الله لبنان شود. سازمانی که از لحاظ ایدئولوژی، خود را پیرو اندیشه‌های سید روح‌الله خمینی و از ولایت فقیه می‌داند. این سازمان موفق شد که پس از دو دهه درگیری نیروهای فالانژ تحت حمایت اسرائیل را وادار به خروج از جنوب لبنان کند. همچنین این سازمان وارد جنگ ۳۳ روزه با اسرائیل شد که در این جنگ شکست سختی را به اسرائیل تحمیل کرد.
هزینه‌های سیاسی، نظامی و اقتصادی که ایران برای حمایت از گروه‌های لبنانی و فلسطینی در چهار دهه عمر خود در چالش با فرانسه، آمریکا و اسرائیل پرداخته‌است در داخل ایران بحث‌هایی را ایجاد کرده‌است.

## ۲۰۱۴ میلادی
علی شمخانی، دبیر شورای عالی امنیت ملی ایران، در سفرش به لبنان از عزم ایران برای اهدای کمک‌های نظامی به ارتش لبنان سخن گفت. چندی بعد مطابق گزارش‌های منتشرشده از نامه‌ای از سفارت جمهوری اسلامی ایران در بیروت به مقامات لبنانی، فهرستی از تجهیزات نظامی که ایران قصد دارد به ارتش لبنان اهدا کند، منتشر شد. این فهرست شامل تیربار دوشکا، مهمات دوشکا، توپ ۱۲۰ میلی‌متری، مهمات توپ ۱۲۰ میلی‌متری، توپ و مهمات توپ ۶۰ میلی‌متری، موشک‌انداز ضد زره تاو، موشک تاو، گلوله توپ ۱۵۵ میلی‌متری، دوربین دید در شب، گلوله تانک تی-۵۵، مهمات تانک تی-۵۵ و مهمات تانک تی-۶۲ می‌شود. احتمال افزایش این کمک‌ها پس از سفر سمیر مقبل — وزیر دفاع لبنان — وجود دارد.

## ۲۰۲۴ میلادی
نعیم قاسم، دبیرکل حزب‌الله لبنان از پرداخت پول به افرادی خبر داد که خانه آن‌ها در حملات اسرائیل آسیب دیده یا آواره شده‌اند.
او گفت: «در ماه نوامبر گذشته (ماه گذشته) هدیه مالی بین ۳۰۰ تا ۴۰۰ دلار به هر خانواده آواره لبنانی از حملات اسرائیل، پرداخت شد. پرداخت ادامه می‌یابد تا همه خانواده های آواره آن را دریافت کنند».
رهبر حزب الله گفت: «در ماه نوامبر (ماه گذشته) حزب‌الله تصمیم گرفت هدیه مالی بپردازد که این هدیه ملت ایران و حزب‌الله است. این هدیه بین ۳۰۰ تا ۴۰۰ دلار برای هر خانواده است. این مبلغ به خانواده های آواره بابت اجاره، سوخت و غذاست».
وی ادامه داد که در کل ۷۷ میلیون دلار برای پرداخت این هدیه در نظرگرفته شده که ۷۴ درصد خانواده‌ها آن را دریافت کرده و ۲۶ درصد هنوز آن را دریافت نکرده‌اند. ۲۳۳ هزار و ۵۰۰ خانواده بابت دریافت این هدیه ثبت نام کردند و شرایط دریافت این هدیه را دارند.
رهبر حزب الله همچنین گفت که حزب به افرادی که خانه آن‌ها در حملات اسرائیل به طور کامل آسیب دیده‌است، مبلغی را برای تهیه وسایل خانه و مبلغی هم برای اینکه آن‌ها بتوانند به‌مدت یک سال، خانه جایگزین اجاره کنند و در این مدت، خانه خود را بازسازی یا نوسازی کنند، پرداخت خواهد کرد.
وی افزود: «حزب الله کمک مالی به افراد لبنانی که خانه‌های آن‌ها در حملات اسرائیل به صورت کامل تخریب شده، ارائه خواهد کرد: 
- ۸ هزار دلار بابت جایگزین وسایل خانه
- ۶ هزار دلار بابت اجاره کردن یک خانه جایگزین به مدت یک سال برای ساکنان در بیروت و ضاحیه
- ۴ هزار دلار بابت اجاره کردن یک خانه جایگزین به مدت یک سال برای ساکنان خارج از بیروت و ضاحیه»

نعیم قاسم گفت: «اکثر این مبالغ از ایران ارائه شده‌است. او همچنین از "نقش بزرگ ایران" در حمایت از آوارگان لبنانی تشکر کرد».
وی همچنین گفت که جزئیات درباره ساختمان‌هایی که به صورت جزئی آسیب دیده‌اند یا تخریب شده‌اند هم منتشر می‌شود. همه این موارد در وب سایت اینترنتی قرار خواهد گرفت.
در حملات بیش از یک سال اسرائیل به لبنان، شمار زیادی از خانه‌ها تخریب و حدود ۱.۵ میلیون نفر آواره شدند.